# Brand (Abzeichen)

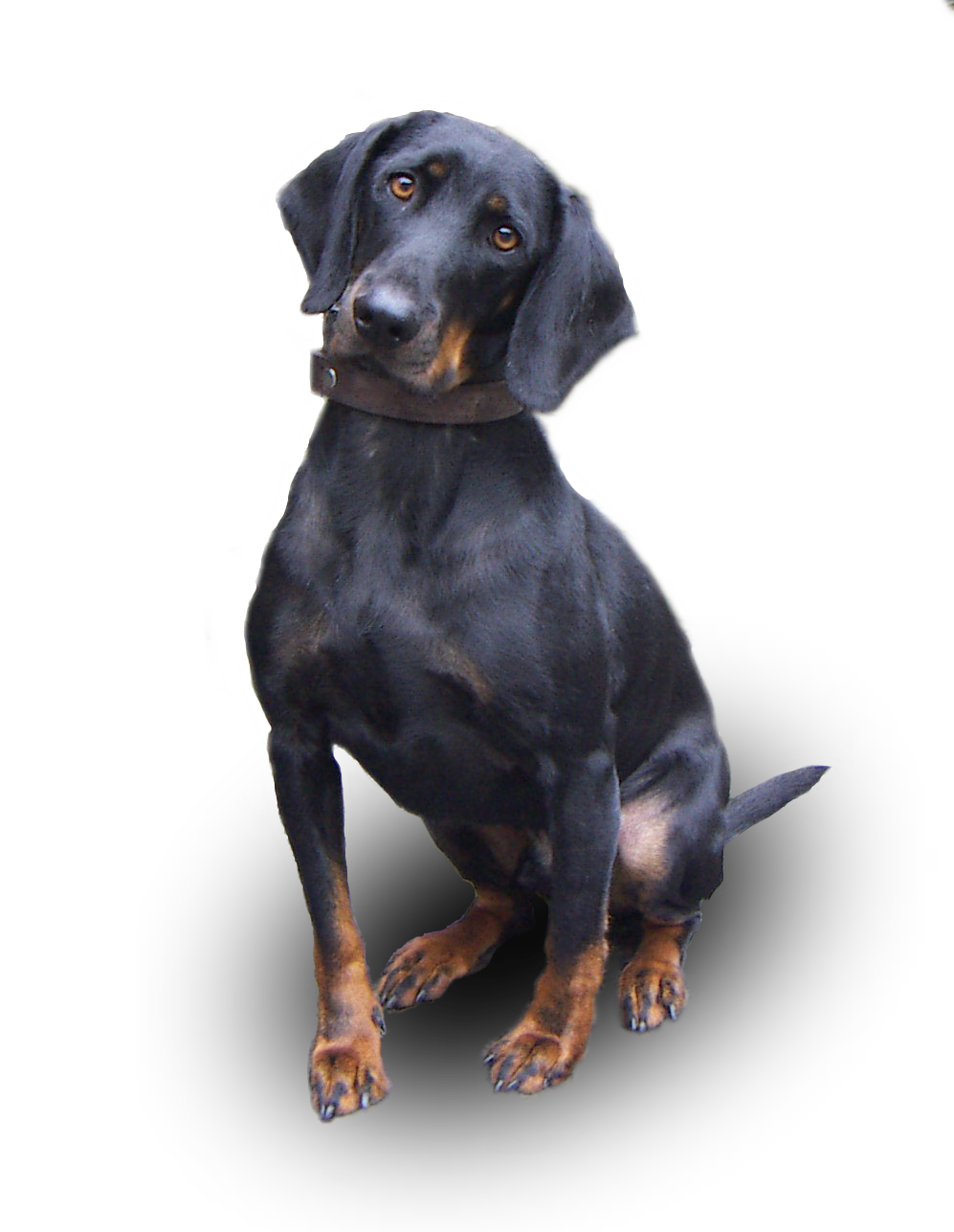
Eine Brandlbracke – der typische Brand gab dieser Rasse den Namen

Als Brand oder Abzeichen wird eine hellere Zeichnung in dunklem Fell bei Hunden bezeichnet. Farbe und Form des Brands werden vererbt und sind für Rassehunde in den jeweiligen Rassestandards festgelegt. → Fellfarben der Hunde